# Lars Quaedvlieg
Lars Quaedvlieg, né le 19 janvier 1995, à Ruremonde, est un coureur cycliste néerlandais.

## Biographie
Lars Quaedvlieg est originaire de Ruremonde, une commune de la province du Limbourg (Pays-Bas). Cycliste amateur, il combine sa carrière sportive avec son métier d'ingénieur des données en informatique. Il se considère comme un pur grimpeur.
En 2012, il termine notamment quatorzième d'Aubel-Thimister-La Gleize chez les juniors (moins de 19 ans). Ses années espoirs (moins de 23 ans) sont ensuite perturbées par une longue blessure qui l'éloigne des compétitions. Finalement rétabli, il obtient sa première victoire dans le calendrier UCI en 2018, sur la septième étape du Tour du Cameroun.
Lors de la saison 2019, il termine septième du Tour du Kosovo et neuvième du Tour de Chiloé. Deux ans plus tard, il s'impose sur une étape du Grand Prix Chantal Biya. Il se classe également sixième du Tour of Malopolska et de l'Adriatic Race. En 2022, il termine troisième d'une étape du Tour of Malopolska et septième du Grand Prix Adria Mobil. Il intègre ensuite la nouvelle équipe continentale Universe Cycling Team en 2023. 

## Palmarès et résultats

### Palmarès par année
- 2018
  - 7e étape du Tour du Cameroun
- 2021
  - 3e étape du Grand Prix Chantal Biya
- 2023
  - 3e de l'Aziz Shusha
- 2024
  - 2e du Tour d'Algérie
  - 2e du Grand Prix de la Ville d'Annaba

### Classements mondiaux
| Année                                 | 2018  | 2019  | 2020 | 2021  | 2022  | 2023 | 2024 |
| ------------------------------------- | ----- | ----- | ---- | ----- | ----- | ---- | ---- |
| Classement mondial                    | 2202e | 2293e | nc   | 1295e | 2117e | 853e | 777e |
| UCI Europe Tour                       | nc    | 1463e | nc   | 930e  | 1327e | nc   | nc   |
| UCI Africa Tour                       | 156e  |       |      |       |       |      |      |
|                                       |       |       |      |       |       |      |      |
| Légende : nc = non classéSource : UCI |       |       |      |       |       |      |      |